# Kanton Montigny-sur-Aube
Kanton Montigny-sur-Aube (francouzsky Canton de Montigny-sur-Aube) je francouzský kanton v departementu Côte-d'Or v regionu Burgundsko. Tvoří ho 16 obcí.

## Obce kantonu
- Autricourt
- Belan-sur-Ource
- Bissey-la-Côte
- Boudreville
- Brion-sur-Ource
- La Chaume
- Courban
- Gevrolles
- Les Goulles
- Grancey-sur-Ource
- Lignerolles
- Louesme
- Montigny-sur-Aube
- Riel-les-Eaux
- Thoires
- Veuxhaulles-sur-Aube